# Warren Lieberfarb
 (juillet 2016).
Si vous disposez d'ouvrages ou d'articles de référence ou si vous connaissez des sites web de qualité traitant du thème abordé ici, merci de compléter l'article en donnant les références utiles à sa vérifiabilité et en les liant à la section « Notes et références ».
Warren N. Lieberfarb est né le 28 septembre 1943. Il est président de Warren N. Lieberfarb & Associates, LLC (WNLA), un cabinet de conseil et d'investissement basé à Los Angeles axé sur la technologie des médias numériques et de la distribution qu'il a fondé en 2003.
Il est connu pour avoir joué un rôle majeur dans la création du support DVD.

## Biographie
M. Lieberfarb a obtenu une licence en économie de la Wharton School de l'Université de Pennsylvanie, et d'un MBA de l'Université du Michigan.
Warren Lieberfarb a été président de Warner Home Video (WHV), la branche divertissement à domicile de Warner Bros. Animation, dont il a accompagné la croissance pendant près de deux décennies.
Au début des années 1990, sa réalisation la plus importante à WHV a été son rôle largement reconnu comme architecte du DVD, ce qui lui a valu d'être appelé « Le Père du DVD » par Variety. Il a raconté au Festival Lumière de Lyon, dont il était un des invités d'honneur en 2014, l'histoire de la naissance du DVD dont il précise qu'il est « non pas le père, ce serait prétentieux, mais l'architecte, parce qu'il s'agissait d'un travail d'équipe » . Une guerre de brevets et de standards se produit entre les principales sociétés de l'industrie de l'électronique : le VHS, le laserdisc de Philips, le Vidéo CD de Sony, puis le format DIVX.
En 1992, la fusion de Time et de Warner a aussi fait entrer comme partenaire minoritaire dans le nouveau groupe la société Toshiba. Les ingénieurs de Toshiba et de Warner pensent alors que pour assurer le succès du nouveau produit sur tous les formats existants, il fallait qu'il puisse non seulement être utilisé par l'industrie du hifi mais devait aussi être lu sur les ordinateurs. Dans son entretien, Warren Lieberfab précise que le lancement de Canal+ en France avait arrêté le développement du VHS et que « le DVD pouvait avoir une valeur de collection : un objet que plusieurs générations, au sein d'une même famille, peuvent visionner ensemble, ou se transmettre ». Cette vision du marché a permis de faire aujourd'hui du DVD le format qui a révolutionné le modèle d'affaires de la vidéo domestique de la location à l'achat, moteur de la croissance sans précédent des revenus de la vidéo domestique de studio. En janvier 2003, James Cardwell lui a succédé à la direction de WHV.
M. Lieberfarb siège actuellement au conseil d'administration de Hughes Telematics, Inc. Il a été membre du conseil d'administration de Sirius Satellite Radio et de thePlatform (depuis 2006, une filiale de Comcast Interactive Media).
Il a également siégé au conseil d'administration de l'Université de Pennsylvanie, et au Conseil consultatif de premier cycle de la Wharton School.
M. Lieberfarb a également siégé au conseil d'administration de l'American Film Institute et dirige son comité exécutif. Il est aussi membre du conseil d'administration Academy of Motion Picture Arts and Sciences.
Il est membre du conseil de DTS (Digital Theater Systems Inc.). Warren Lieberfarb travaille sur un système permettant d'avoir une sonorisation individuelle dans les salles de cinéma.

## Récompenses
En 1999, il a reçu un Emmy Awards pour sa participation au développement de la technologie du DVD.
En 2002, il est le premier distingué par le prix « Technology Change Agent » Wharton/Infosys comme pionnier du développement et de la mise sur le marché du DVD.